# Ироха
Ироха (яп. いろは歌 ироха-ута) — стихотворение на японском языке неизвестного автора (традиционно приписываемое основателю буддийской школы Сингон Кобо Дайси), фиксируемое в памятниках с XI века. Наряду с системой годзюон является аналогом алфавита для каны — японских слоговых азбук, однако, в отличие от годзюона, применяется только для хираганы:23.

## Текст стихотворения
| Хирагана       | Транслитерация      | Древнее чтение   | Кандзи и хирагана | Современное чтение | Перевод Н. И. Конрада    |
| -------------- | ------------------- | ---------------- | ----------------- | ------------------ | ------------------------ |
| いろはにほへと | И ро ха ни хо хэ то | iro fa nifofeto  | 色は匂へど        | Иро ва ниоэдо      | Красота блистает миг —   |
| ちりぬるを     | ти ри ну ру во      | tirinuru wo      | 散りぬるを        | тиринуру о         | И увяла вся.             |
| わかよたれそ   | ва ка ё та рэ со    | wa ka yo tare so | 我が世誰ぞ        | вага ё дарэ дзо    | В нашем мире что, скажи, |
| つねならむ     | цу нэ на ра му      | tune naramu      | 常ならん          | цунэ наран         | Пребывает век?           |
| うゐのおくやま | у ви но о ку я ма   | uwi no okuyama   | 有為の奥山        | уи но окуяма       | Грани мира суеты         |
| けふこえて     | кэ фу ко э тэ       | kefu koete       | 今日越えて        | кё: коэтэ          | Ныне перейди,            |
| あさきゆめみし | а са ки ю мэ ми си  | asaki yume misi  | 浅き夢見じ        | асаки юмэ мидзи    | Брось пустые видеть сны  |
| ゑひもせす:23  | вэ хи мо сэ су:23   | wefi mo sesu     | 酔ひもせず        | эй мо сэдзу        | И пьянеть от них!        |

Знаки, выделенные красным, не используются в современном японском языке, выделенный зелёным знак изменил чтение. В тексте не представлен знак ん, появившийся позже создания ирохи:20.
Вероятным источником для ироха-ута стала гатха (дидактическое стихотворение в четыре
строки, кратко выражающее суть учения) из «Нирвана-сутры». В китайском её переводе с санскрита она выглядит так:
| 諸行無常 | Все преходит, нет постоянства. |
| 是生滅法 | Вот закон рожденья и смерти.   |
| 生滅滅己 | Истреби и рожденье, и смерть.  |
| 寂為滅楽 | Угаси суету и веселье убей.    |

## Применение
Ироха и годзюон сосуществовали до середины XX века, однако в настоящее время годзюон распространяется всё шире, а ироха используется преимущественно для «алфавитной» нумерации, к примеру элементов списков:23.